# 인지중학교 (충남)
인지중학교(仁旨中學校)는 대한민국 충청남도 서산시 인지면 야당리에 있는 공립 중학교이다.

## 학교 연혁
- 1984년 12월 1일 : 인지중학교 설립 인가(12학급)
- 1985년 3월 8일 : 준공 및 개교식
- 2024년 1월 5일 : 제37회 졸업식(62명, 총 졸업생 2,847명)
- 2024년 3월 1일 : 제22대 원종덕 교장 부임
- 2024년 3월 4일 : 입학식(45명)

## 참고 자료
- 인지중학교 - 한국교육학술정보원 학교알리미